# Brasília Basquete de 2014
A Brasília Basquete (Braba) de 2014 é a terceira edição da competição brasileira de basquete masculino adulto organizada pela liga de clubes do Distrito Federal, com a chancela da Federação de Basquetebol do Distrito Federal (FBDF). O torneio serve como classificatório para Copa Brasil Centro-Oeste que, por sua vez, assegura uma vaga na Super Copa Brasil de Basquete 
.
A competição em 2014 será disputada por 14 equipes, duas a menos que a edição anterior . Destas, 11 têm sede no Distrito Federal e três têm sede em Goiás.

## Regulamento
A Braba 2014 foge do formato dos anos anteriores e conta agora com uma a fase de classificação mais curta, com as equipes divididas em dois grupos, de acordo com o ranqueamento no torneio de 2013. Além disso, continua existindo a fase de taças, e foi mantida a rodada final em jogo único.
Na fase de classificação, as sete equipes dos Grupos A e B jogam entre si dentro do grupo em rodízio simples, ou seja, turno único. As três primeiras colocadas se classificam para a Taça Ouro e as demais para a Taça de Prata.
Já na fase de taças, a Ouro se enfrenta em rodízio triplo (três turnos) e a Prata em rodízio duplo (dois turnos). No fim, todas as equipes disputam posição do 1˚ ao 14˚ lugar em jogo único pela fase final. O novo formato proporciona um melhor desenvolvimento técnico para as equipes, que têm a possibilidade de disputarem mais partidas com equipes com mesmo nível. O Objetivo é tornar o nível de competitividade mais acirrado .